# 宁东站
宁东站位于中华人民共和国宁夏回族自治区银川市灵武市宁东镇，是太中银铁路定银支线宁东联络线上的火车站，始建于2012年，2016年4月26日开通客运，由中国铁路兰州局集团银川车务段管辖。本站开通前，定银线原有的宁东站已于2015年11月26日更名为宁东南站。

## 歷史
- 建于2012年。
- 2016年4月26日开通客运。[1]

## 利用状况
目前有3对图定列车在本站停靠，其中1对为往返银川与中卫间、为宁东地区产业工人提供通勤服务的的市郊快速列车，1对为银川前往北京的动车组列车D265/268、D267/266次列车，还有1对为前往杭州的K1805/1808、K1806/1807次跨局列车，均由兰州局集团担当。

### 旅客列车目的地
截至2025年7月，停靠宁东站的旅客列车目的地如下：
| 列车所属路局 | 目的地                   |
| ------------ | ------------------------ |
| 兰州局集团   | 北京西、杭州、银川、中卫 |

## 車站周邊
- 古青高速公路

## 外部連結
- 中国铁路客户服务中心（页面存档备份，存于）